# Cis bimucronatus
Cis bimucronatus is een keversoort uit de familie houtzwamkevers (Ciidae). De wetenschappelijke naam van de soort werd in 1851 gepubliceerd door Victor Ivanovitsch Motschulsky.